# اليساندرو مورو
اليساندرو مورو (بالإيطالية: Alessandro Moro)‏ (2 أكتوبر 1984 في إيطاليا - ) هو لاعب كرة قدم إيطالي في مركز الوسط. شارك مع منتخب إيطاليا تحت 17 سنة لكرة القدم ومنتخب إيطاليا تحت 18 سنة لكرة القدم. أما مع النوادي، فقد لعب مع نادي أسكولي ونادي أودينيزي ونادي تريفيزو ونادي فوجيا وFidelis Andria 2018 ‏ وASD Sacilese Calcio ‏ وCittà di Isernia San Leucio SSD ‏ ونادي غروسيتو وASD Città di Gallipoli ‏.

## روابط خارجية
- اليساندرو مورو على موقع قاعدة بيانات كرة القدم.إي يو (الإنجليزية)
- اليساندرو مورو على موقع عالم كرة القدم.نت (الإنجليزية)